# Arthroleptis zimmeri
Espèce
Synonymes
- Pararthroleptis zimmeri Ahl, 1925 "1923"
- Schoutedenella zimmeri (Ahl, 1925)

Statut de conservation UICN

 DD  : Données insuffisantes
Arthroleptis zimmeri est une espèce d'amphibiens de la famille des Arthroleptidae.

## Répartition
Cette espèce est endémique du Ghana. Elle se rencontre dans les environs d'Accra.

## Étymologie
Cette espèce est nommée en l'honneur de Carl Wilhelm Erich Zimmer (1873–1950).

## Publication originale
- Ahl, 1925  "1923" : Ueber neue afrikanische Frösche der Familie Ranidae. Sitzungsberichte der Gesellschaft Naturforschender Freunde zu Berlin, vol. 1923, p. 96-106.